# 持明院 (大阪市天王寺区)
持明院（じみょういん）は、大阪府大阪市天王寺区にある真言宗御室派の寺院。

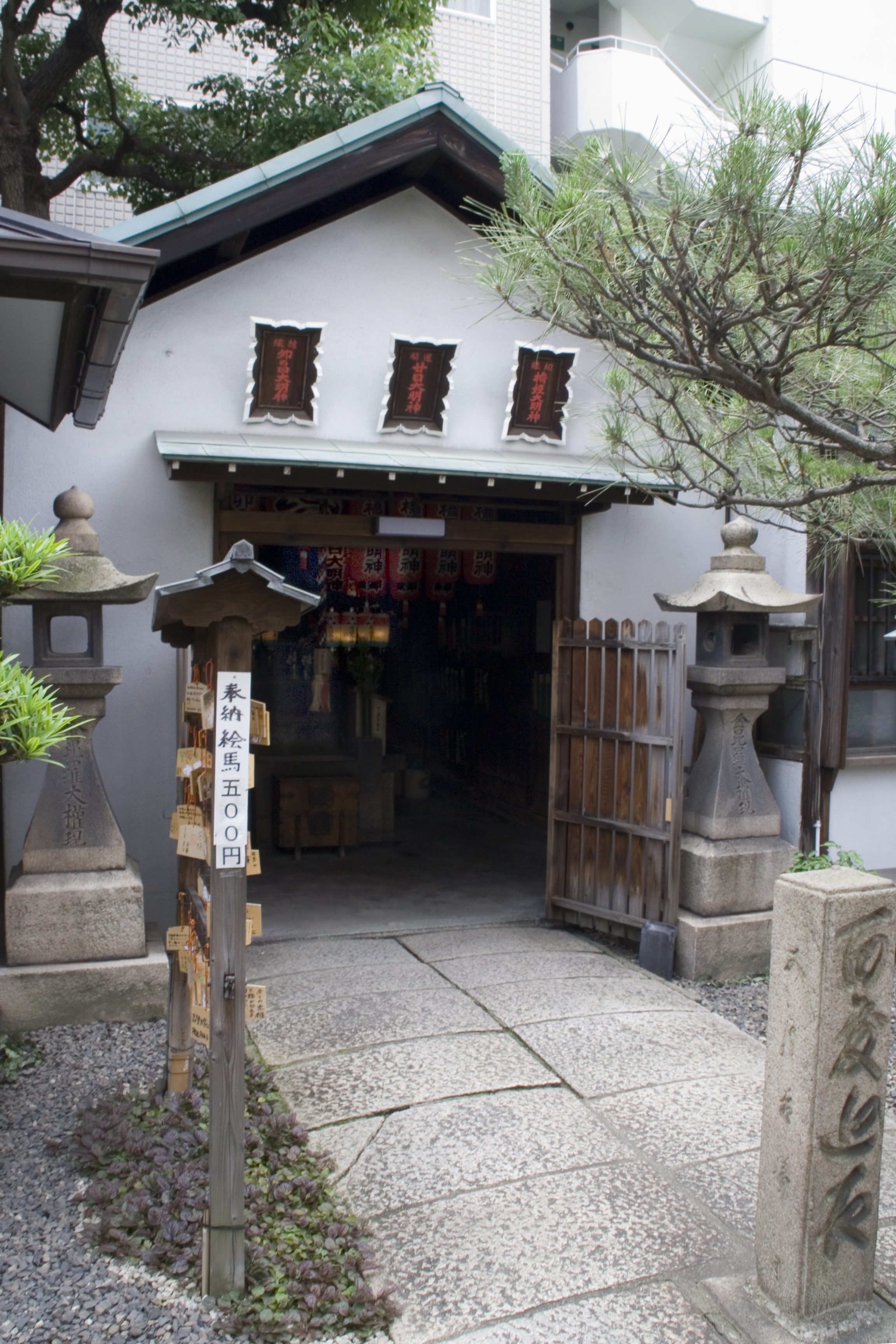
明神堂

## 歴史
- 応永年間（1394年-1427年）の紛争で旧記を失い、創立の年月日は不詳。
- 慶長2年（1597年）宥楽の中興。
- 宝暦5年（1755年）檀家と協力して10世覚苑が再建[1]。

当寺は田能村竹田が大坂へ来た折の宿坊で、浦上玉堂も暫く同宿し、竹田の名画を多く所蔵していたが戦災で失った。
『摂津名所図会』に「金毘羅権現は京師御室仁和寺宮より御寄附にして当寺の鎮守とす」と、大坂三金毘羅の上の金毘羅を祀っていた。今も石燈籠に金毘羅大権現の名が残っている。

## 境内
- 卯之曰大明神・二十曰大明神・橋姫大明神
- 子育地蔵尊

## 行事
- 大般若祈願会（1月21日）
- 盂蘭盆施餓鬼会 （8月20日）
- 日橋姫大明神（縁切り）縁日（毎月巳の日）
- 卯の日大明神（縁結び）縁日（毎月卯の日）

## 交通
- 地下鉄千日前線谷町九丁目駅から徒歩3分